# Banksia gardneri
Banksia gardneri är en tvåhjärtbladig växtart som beskrevs av Alexander Segger George. Banksia gardneri ingår i släktet Banksia och familjen Proteaceae. Inga underarter finns listade i Catalogue of Life.